# André Boucaud
André Boucaud (Londra, 10 ottobre 1984) è un ex calciatore trinidadiano, di ruolo centrocampista.

## Palmarès

### Club

#### Competizioni nazionali
- FA Trophy: 1

York City: 2011-2012